# Andy Townsend
Andy Townsend, właśc. Andrew David Townsend (ur. 23 lipca 1963 w Maidstone) – piłkarz irlandzki grający na pozycji defensywnego pomocnika.

## Kariera klubowa
Karierę piłkarską Townsend rozpoczął w amatorskim klubie Welling United, grającym w Athenian League. W drużynie tej grał w latach 1980–1984, a następnie odszedł za 13,5 tysiąca funtów do Weymouth. Już w styczniu 1985 roku wzbudził zainteresowanie Southampton F.C. i wtedy też trafił do Division One za 35 tysięcy funtów. W drużynie prowadzonej przez menedżera Lawriego McMenemy’ego zadebiutował 20 kwietnia w meczu z Aston Villą. W sierpniu 1986 roku Irlandczyk złamał nogę i do gry powrócił dopiero w styczniu 1987. W drużynie „Świętych” grał do końca sezonu 1987/1988 i zaliczył dla niej 83 spotkania oraz 5 trafień.
W sierpniu 1988 Townsend został sprzedany do Norwich City za 300 tysięcy funtów. 3 sierpnia zaliczył swój debiut w Norwich w meczu z Middlesbrough F.C. W sezonie 1988/1989 „Kanarki” zajęły 4. miejsce w lidze i dotarły do półfinału Pucharu Anglii, a Andy znalazł się na liście nominowanych do Piłkarza Roku w Anglii. W Norwich spędził także sezon 1989/1990.
W lipcu 1990 Townsend został zawodnikiem Chelsea F.C., a suma transferu wyniosła 1,2 miliona funtów. W zespole „The Blues” swoje pierwsze spotkanie rozegrał 25 sierpnia przeciwko Derby County, wygrane przez Chelsea 2:1. W Chelsea Irlandczyk grał przez trzy sezony będąc członkiem podstawowego składu. Rozegrał 110 meczów, zdobył 12 goli, ale nie odniósł znaczących sukcesów.
Kolejnym klubem w karierze irlandzkiego pomocnika była Aston Villa F.C., do której trafił on w lipcu 1993 roku za 2,1 miliona funtów. 14 sierpnia miał miejsce debiut Andy’ego w „The Villans”, w zwycięskim 4:1 meczu z Queens Park Rangers. W 1994 roku zdobył z Aston Villą Puchar Ligi Angielskiej, dzięki zwycięstwu 3:1 w finale nad Manchesterem United. Z kolei w 1996 roku powtórzył to osiągnięcie – klub z Birmingham zwyciężył 3:0 z Leeds United. W Aston Villi Townsend grał do lata 1987 i wystąpił w 135 spotkaniach, w których zdobył 8 goli. W „The Villans” grał wraz z rodakami Paulem McGrathem, Steve’em Stauntonem, Rayem Houghtonem i Garethem Farrelllym.
W sierpniu 1997 Townsend ponownie zmienił barwy klubowe i za pół miliona funtów został sprzedany do Middlesbrough F.C., grającego w Division One. 30 sierpnia wystąpił dla niego po raz pierwszy, w wygranym 2:0 meczu z Tranmere Rovers. W 1998 roku awansował z Middlesbrough do Premiership, a następnie stworzył linię pomocy wraz z Paulem Gascoignem. We wrześniu 1999 roku odszedł do West Bromwich Albion, a w 2000 zakończył piłkarską karierę.
| Sezon   | Klub                 | Kraj   | Rozgrywki    | Mecze | Bramki |
| ------- | -------------------- | ------ | ------------ | ----- | ------ |
| 1984/85 | Southampton F.C.     | Anglia | Division One | 5     | 0      |
| 1985/86 | Southampton F.C.     | Anglia | Division One | 27    | 1      |
| 1986/87 | Southampton F.C.     | Anglia | Division One | 14    | 1      |
| 1987/88 | Southampton F.C.     | Anglia | Division One | 37    | 3      |
| 1988/89 | Norwich City         | Anglia | Division One | 36    | 5      |
| 1989/90 | Norwich City         | Anglia | Division One | 35    | 3      |
| 1990/91 | Chelsea F.C.         | Anglia | Division One | 34    | 2      |
| 1991/92 | Chelsea F.C.         | Anglia | Division One | 35    | 6      |
| 1992/93 | Chelsea F.C.         | Anglia | Premiership  | 41    | 4      |
| 1993/94 | Aston Villa F.C.     | Anglia | Premiership  | 32    | 3      |
| 1994/95 | Aston Villa F.C.     | Anglia | Premiership  | 32    | 1      |
| 1995/96 | Aston Villa F.C.     | Anglia | Premiership  | 33    | 2      |
| 1996/97 | Aston Villa F.C.     | Anglia | Premiership  | 34    | 2      |
| 1997/98 | Aston Villa F.C.     | Anglia | Premiership  | 3     | 0      |
| 1997/98 | Middlesbrough F.C.   | Anglia | Division One | 37    | 2      |
| 1998/99 | Middlesbrough F.C.   | Anglia | Premiership  | 35    | 1      |
| 1999/00 | Middlesbrough F.C.   | Anglia | Premiership  | 5     | 0      |
| 1999/00 | West Bromwich Albion | Anglia | Division One | 35    | 1      |

## Kariera reprezentacyjna
W reprezentacji Irlandii Townsend zadebiutował 7 lutego 1989 roku w zremisowanym 0:0 towarzyskim spotkaniu z Francją. W 1990 roku został powołany przez selekcjonera Jacka Charltona do kadry na mundial we Włoszech. Tam był podstawowym zawodnikiem Irlandii i zaliczył wszystkie pięć spotkań: z Anglią (1:1), z Egiptem (0:0), z Holandią (1:1), w 1/8 finału z Rumunią (0:0, karne 5:4) i ćwierćfinale z Włochami (0:1).
Z kolei w 1994 roku Townsend znalazł się w kadrze Charltona na Mistrzostwa Świata w USA i tam także był podstawowym zawodnikiem oraz kapitanem zespołu Eire. Jego dorobek to cztery spotkania: z Włochami (1:0), z Meksykiem (1:2), z Norwegią (0:0) i w 1/8 finału z Holandią (0:2). Karierę reprezentacyjną Andy zakończył w 1997 roku, a w drużynie narodowej rozegrał 70 meczów i zdobył 7 goli.